# Ejnar Forchhammer
Ejnar Forchhammer (født 19. juni 1868 i København, død 15. august 1928 i München) var en dansk operasanger (tenor), søn af Johannes Forchhammer. 
Han blev student i 1887 fra Herlufsholm, cand. mag. i 1894, tog samtidig undervisning i sang hos Sextus Miskow i København, senere hos L.C. Tørsleff i Leipzig og Giovanni Sbriglia i Paris, og debuterede 1895 i Lübeck som Lohengrin. 1896—1902 var han ansat i Dresden, der efter i Frankfurt am Main, fra 1912 kongelig hofoperasanger i Wiesbaden. Han har væsentlig sunget tenorpartierne i Richard Wagners musikdramaer, men tillige de andre store tenorpartier som Pedro i Dalen, Canio i Bajadser, Florestan i Fidelio og så videre. 
Han har også litterært gjort sine musikalske og musikhistoriske evner frugtbringende ved afhandlinger i blade og tidsskrifter og skrifter: Om Richard Wagner og hans Tannhäuser (København 1910). Han kom under 1. verdenskrig tilbage til København og optrådte i sit bedste parti, titelrollen i Tannhäuser, på Det Kongelige Teater, men da han ikke vandt fast fodfæste, drog han atter til Tyskland.